# María Dolores Fernández-Posse
María Dolores Fernández-Posse y de Arnáiz (Ferrol, 1945 - Madrid, 2007) fue una arqueóloga española dedicada a la investigación de la Prehistoria reciente en la Meseta.

## Biografía
Estudió Filosofía y Letras en la Universidad de Navarra y realizó estudios de Doctorado en Arqueología en la Universidad de Granada.
En 1975 se incorporó como técnico a la Comisaría de Excavaciones del Ministerio de Cultura.
Colaboró en los años 1970 con Antonio Blanco Freijeiro y Beno Rothenberg en los proyectos de Río Tinto (Huelva) y del valle de Timna (Israel).
Su tesis doctoral, leída en 1980, se centra en el yacimiento arqueológico Arevalillo de Cega (Segovia), y supone un gran avance en el conocimiento de la Cultura de Cogotas. Tras esto, y también centrada en el estudio de este período de la Prehistoria, desarrolló un programa de investigación para el estudio de la Edad del Bronce en la Mancha oriental, formando equipo con los arqueólogos Antonio Gilman Guillén, Manuel Fernández-Miranda y Concepción Martín. Los avances logrados gracias a este proyecto permitieron conocer mejor el modelo de ocupación y explotación del territorio de la Prehistoria Reciente en la Meseta.
Realizó importantes estudios sobre cerámica Protocogotas y Cogotas I y sobre las actividades metalúrgicas en este período.
Desde mediados de los 1980 dirigió excavaciones en el yacimiento de El Acequión (Albacete), sobre el que publicó diferentes estudios sobre aspectos como la configuración de las unidades domésticas, sistemas de producción o precisiones cronológicas sobre el Bronce Manchego.
Es fundamental la publicación póstuma sobre las comunidades agrarias en la Edad del Bronce en la Mancha Oriental, que vio la luz tras en 2008, meses después de su fallecimiento.
Desarrolló diferentes proyectos de investigación en Las Médulas (León), a través del CSIC, junto al también arqueólogo Javier Sánchez Palencia. Con su trabajo, contribuyó a la valorización de este yacimiento como Paisaje Cultural de la Humanidad. Así mismo fue directora de la revista Bienes Culturales: revista del Instituto del Patrimonio Histórico Español desde su creación.

## Publicaciones
- M., FERNÁNDEZ- POSSE (2008) Las comunidades agrarias de la Edad del Bronce en La Mancha oriental: (Albacete). Madrid : CSIC. Instituto de Historia. Instituto de Estudios Albacetenses, 2008. ISSN 978-84-00-08676-3
- GILMAN GUILLÉN, A., FERNÁNDEZ MIRANDA, M., FERNÁNDEZ- POSSE, M. D. & MARTÍN, C. (1997). «Preliminary Report on a Survey Program of the Bronze Age of Northern Albacete Province, Spain». Encounters and Transformations: The Archeology of Iberia in Transition (Ed. M.S. Balmuth, A. Gilman & L. Prados- Torreira). Sheffield, Sheffield Academic Press. ISBN 1-85075-593-0.
- GILMAN GUILLÉN, A., FERNÁNDEZ- POSSE, M. D. & MARTÍN, C. (1996). «Consideraciones Cronológicas sobre la Edad del Bronce en La Mancha». Complutum Extra II (6, pp. 111- 137). ISSN 1131-6993.. Archivado desde el original el 24 de noviembre de 2015.
- GILMAN GUILLÉN, A., MARTÍN, C. & FERNÁNDEZ- POSSE, M. D. (2000-2001). «Avance de un estudio del territorio del Bronce manchego». Zephyrus: Revista de prehistoria y arqueología (53-54, pp. 311- 322). ISSN 0514-7336.